# 尤卡斯·塞塔里迪斯
尤卡斯·塞塔里迪斯（希臘語：Γεώργιος "Γιούρκας" Σεϊταρίδης，1981年6月4日—）是一名已退役的希腊职业足球运动员，退役前司職右后卫，偶尔客串中后卫。他共代表国家队出场72次，並打进一球。他曾幫助國家隊奪得2004年歐洲足球錦標賽冠軍。